# Edifici Índex
L'Edifici Índex és una capella de 1884 de Sant Sadurní d'Anoia (Alt Penedès), rehabilitada el 1985 per acollir diversos serveis municipals. L'edifici és una obra de protegida com a Bé Cultural d'Interès Local.

## Descripció
El nou projecte respectà la volumetria de la capella i l'edifici annex però reformà completament l'interior per adaptar-lo als nous usos. Així, a l'edifici annex s'aixecaren tres nivells.
Es treballa amb materials actuals per tal de modernitzar el seu aspecte a l'accés exterior, la coberta i el tapiat de les obertures.

## Història
L'índex ocupa la capella de l'antic hospital de la Fundació Ferrer i Sallés, projectada per Ubald Iranzo el 1884.
Als anys vuitanta, l'Ajuntament va promoure serveis que requerien la construcció i reforma d'antics edificis per adaptar-los als nous usos. Per portar-ho a terme va comptar amb l'ajut de la Diputació. L'espai de la capella es destinà a escola de pintura mural per aprofitar la seva alçada, mentre l'escola d'arts i oficis s'ubicà a l'edifici annex que havia estat magatzem municipal. Actualment, és seu de la ràdio municipal.